# Gewerkschaften in Albanien
Gewerkschaften in Albanien gelten heutzutage als wenig einflussreich auf die Politik und Wirtschaft des Landes, als nicht unabhängig und mit der Politik verbunden.:2

## Geschichte
Vor dem Zweiten Weltkrieg gab es in Albanien keine Gewerkschaften.
In der Sozialistischen Volksrepublik Albanien hatten die Gewerkschaften zwar eine große Bedeutung, aber es handelte sich nicht um eine historisch gewachsene Gewerkschaftsbewegung, sondern um eine Massenorganisation des Regimes. Sie dienten nicht der Interessensvertretung der Arbeitnehmer gegenüber den Betrieben oder dem Staat, vielmehr der Organisation der Arbeitskräfte durch den Staat. 1982 waren 610.000 Personen Mitglied einer Gewerkschaft, praktisch alle Arbeiter und Angestellte. Mit dem Zusammenbruch des kommunistischen Regimes 1991 wandelte sich der staatliche Gewerkschaftsbund Bashkimi Sindikal i Shqipërisë (BSSH) in die Konfederata e sindikatave të Shqipërisë (KSSH). Schon drei Monate zuvor war der Gewerkschaftsbund Bashkimi i Sindikatave të Pavarura të Shqipërisë (BSPSH) entstanden, der in deutlich größerer Distanz zur regierenden Partei der Arbeit Albaniens stand.:3 Bis heute sei die KSSH mit der Partia Socialiste, der Nachfolgerin der Partei der Arbeit, verbunden, während die BSPSH der Partia Demokratike nahestehe.
Die BSPSH trug mit dem von ihr getragenen Generalstreik im Mai 1991 zum Sturz der Regierung bei, die sich nach den ersten demokratischen Wahlen im März gebildet hatte, wodurch die Partei der Arbeit endgültig die Macht verlor.
2015 erklärte Ministerpräsident Edi Rama vor italienischen Unternehmern, dass Albanien besser sei als Italien, weil es in seinem Land keine Gewerkschaften gäbe.

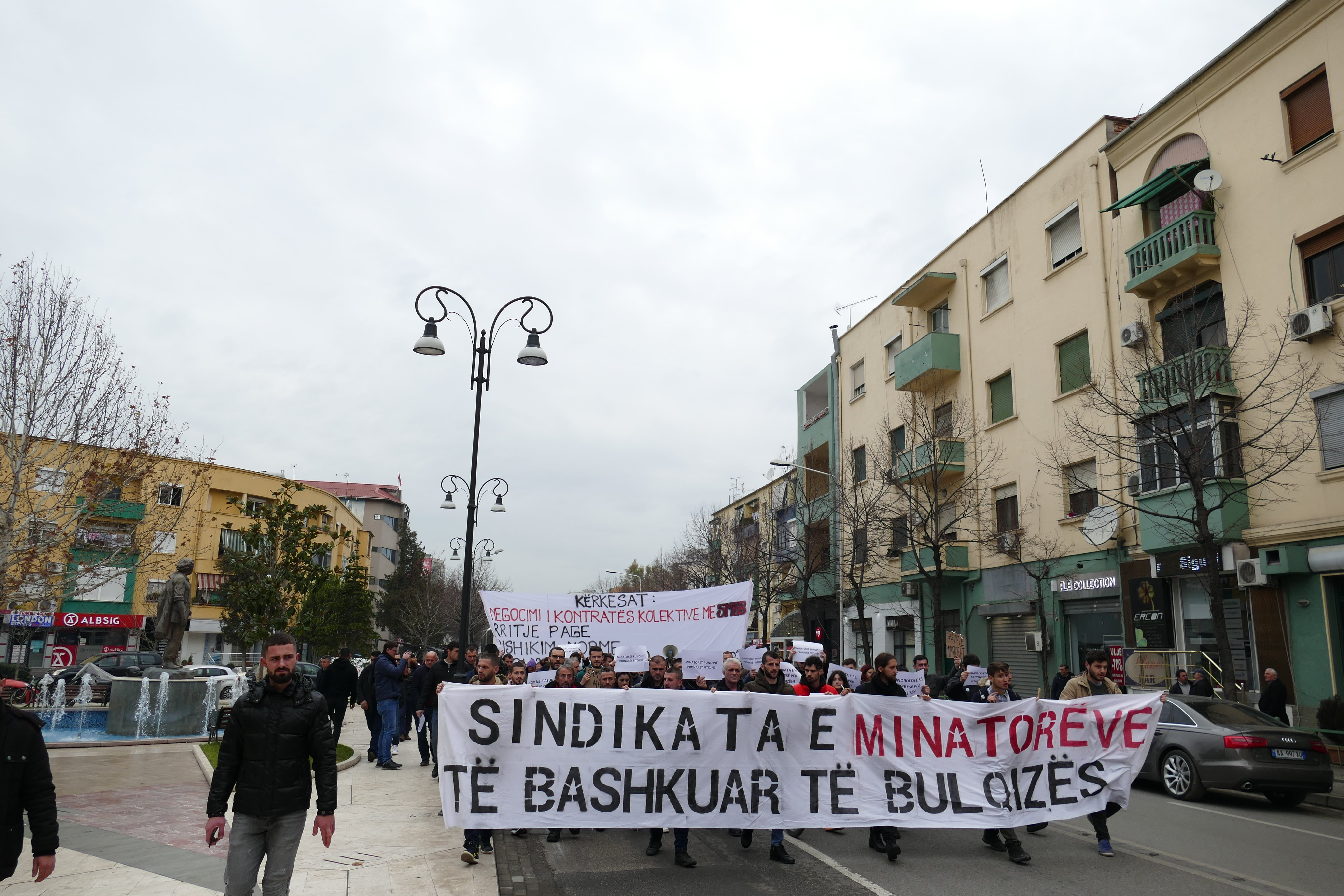
Protestzug von Minenarbeitern durch Tirana im Januar 2020

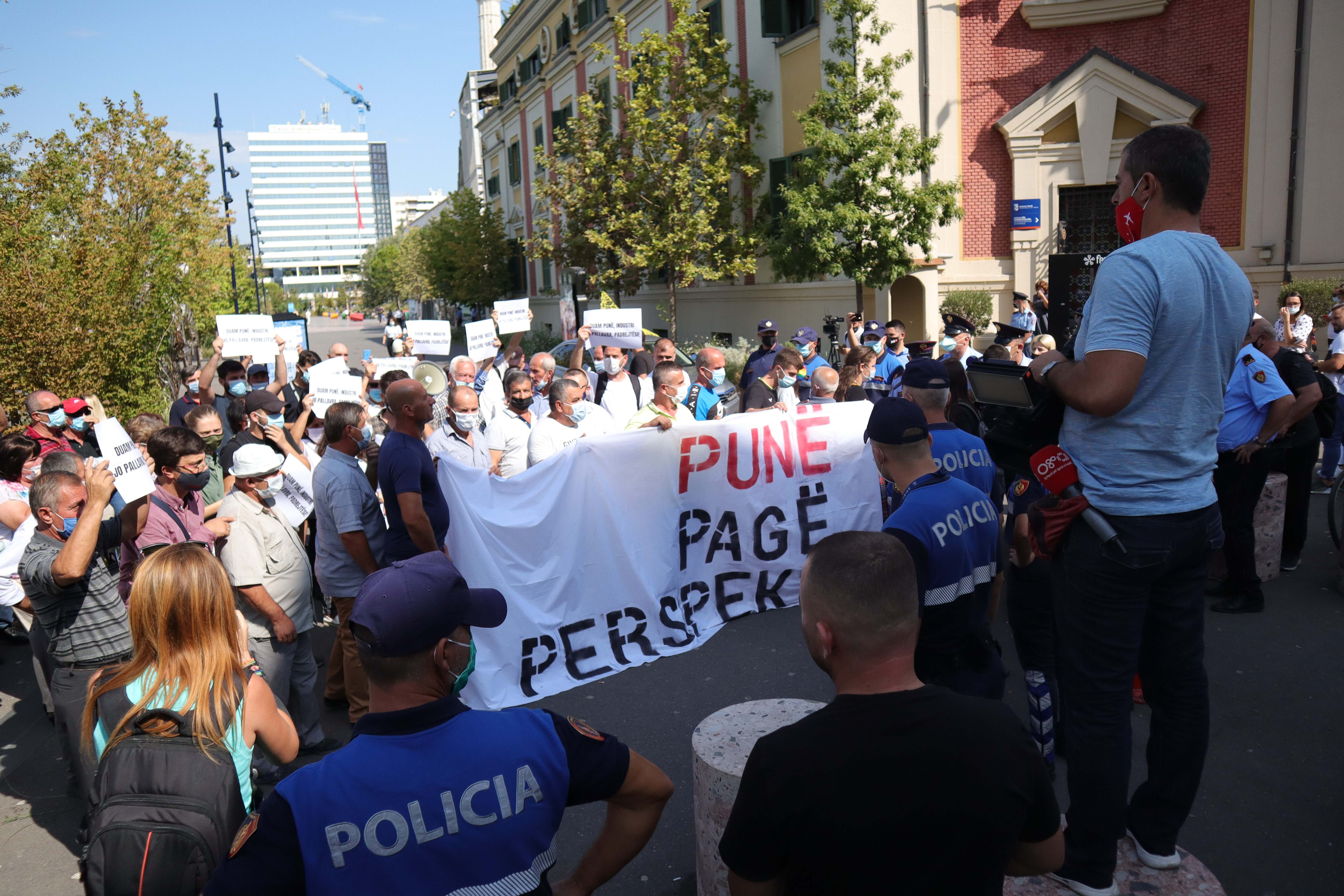
Demonstration von unbezahlten Raffinerie-Arbeitern aus Ballsh 2020 in Tirana

Mitarbeiter von Callcentern, im Bergbau in Bulqiza und Fluglotsen haben nebst Angestellten des öffentlichen Diensts in den späten 2010er und frühen 2020er Jahren gewerkschaftlich organisiert Forderungen vertreten. Es entstanden in diesen Branchen auch neue Gewerkschaften, die sich als unabhängig verstehen und sich aktiv für bessere Arbeitsbedingungen und Löhne einsetzen. Bei landesweiten Studentenprotesten im Dezember 2019 wurden auch Forderungen der Minenarbeiter vertreten. Immer wieder wurden Angestellte wegen gewerkschaftlichen Aktivitäten entlassen.:2 f
Der Abschluss eines Tarifvertrags beim großen Callcenter „Teleperformance“ im Dezember 2021 mit Unterstützung der Gewerkschaft der Angestellten der albanischen Post- und Telekom (SPPTSH) ist als Meilenstein und großer Erfolg zu werten. Im Oktober 2021 konnten Arbeitnehmer eines Produktionsbetriebs nach einem zweiwöchigen Streik mit gewerkschaftlicher Unterstützung eine Lohnerhöhung durchsetzen.:2 f

## Organisation
Rund zwei Drittel der Angestellten im öffentlichen Dienst sind Gewerkschaftsmitglieder. Im privaten Sektor sind nur rund 20 % der Angestellten Mitglied einer Gewerkschaft. In der Landwirtschaft gehören lediglich 2 % einer Gewerkschaft an. Insgesamt ist rund ein Fünftel der Arbeitnehmer in einer Gewerkschaft organisiert.:3
Die 83, seit der politischen Wende gegründeten aktiven Gewerkschaften gehören zu rund 90 % einem der beiden folgenden Gewerkschaftsbünde an::3f
| Name des Gewerkschaftsbunds                                                                                    | Gründungsjahr | Mitglieder | Zugehörigkeit zu einem Internationalen Gewerkschaftsverband |
| --- | ------------- | ---------- | ----------------------------------------------------------- |
| Konfederata e sindikatave të Shqipërisë (KSSH) Konföderation der Gewerkschaften Albaniens                      | 1991          | 115.000    | IGB, PERC                                                   |
| Bashkimi i Sindikatave të Pavarura të Shqipërisë (BSPSH) Vereinigung der Unabhängigen Gewerkschaften Albaniens | 1991          | 082.500    | IGB, PERC                                                   |

### Mitgliedsgewerkschaften, internationale Kontakte
Mitgliedsgewerkschaften der KSSH sind u. a.::4
- Federata e Sindikatave të punonjësve të Industrisë (FSPISH; Gewerkschaftsföderation der Industriearbeiter)
  - 10.000 Mitglieder
  - zugehörig: IndustriALL, IndustriALL Europe, PSI, EPSU
- Federata e Sindikatave të Punonjësve të Arsimit, Edukimit dhe Shkëncës (FSPAESH; Föderation der Gewerkschaften der Arbeiter in Lehre, Bildung und Wissenschaft)
  - 35.000 Mitglieder

Mitgliedsgewerkschaft des BSPSH ist u. a.:
- Sindikata e Pavarur e Arsimit të Shqipërisë (SPASH; Unabhängige Gewerkschaft für Bildung Albaniens)
  - ca. 11.000 Mitglieder
  - zugehörig: ETUCE, EI

Keinem der beiden Bünde gehören u. a. an:
- Sindikata e Punonjësve e Poste-Telekomit Shqiptar (SPPTSH; Gewerkschaft der Angestellten der albanischen Post- und Telekom)
  - 750 Mitglieder
  - UNI-Europa, UNI Global
- Sindikata e Re e Naftëtarëve Shqiptarë (SRNSH; Neue Gewerkschaft Albanischer Ölarbeiter)
  - 2.500 Mitglieder
- Sindikata e Minatorëve të Bashkuar të Bulqizës (SMBB, Gewerkschaft der vereinigten Minenarbeiter von Bulqiza)